# CD Universidad de El Salvador
Club Deportivo Universidad de El Salvador, verkürzt auch als UES dargestellt, ist ein salvadorianischer Fußballverein aus San Salvador, der unter der Schirmherrschaft der gleichnamigen Universidad de El Salvador spielt.

## Geschichte
Die Fußballmannschaft der UES wurde 1956 gegründet und stieg erstmals 1957 in die höchste salvadorianische Spielklasse auf, aus der sie jedoch bereits am Ende der Saison 1957/58 wieder abstieg. Nach dem nächsten Aufstieg von 1962 konnte sich die Mannschaft über einen längeren Zeitraum in der Liga etablieren und erzielte in der Saison 1965/66 mit der Vizemeisterschaft hinter dem Alianza FC ihr insgesamt bestes Ergebnis. In den Spielzeiten 1971 und 1972 erzielte sie in der Abschlusstabelle noch zweimal in Folge den dritten Rang, doch in den späten 1970er-Jahren kämpfte sie stets um den Klassenerhalt. Nach dem Abstieg von 1980 gelang zwar noch einmal der unmittelbare Wiederaufstieg und die Qualifikation für das Halbfinale der Meisterschaftsendrunde in der Saison 1981/82. Doch nach dem erneuten Abstieg am Ende der Saison 1986/87 dauerte es bis zur Saison 2010/11, ehe UES wieder in der höchsten Spielklasse des Landes vertreten war. Zwar hielt die Mannschaft sich immerhin 7 Jahre im Fußball-Oberhaus, ehe sie sich am Ende der Saison 2016/17 erneut aus der ersten Liga verabschieden musste, in der sie bisher nicht zurückkehren konnte.

## Bekannte Spieler
Die seinerzeit bei UES unter Vertrag stehenden salvadorianischen Nationalspieler Mauricio Rodríguez und Jorge Vásquez gehörten zum salvadorianischen Aufgebot bei der Fußball-Weltmeisterschaft 1970 in Mexiko und wurden in allen 3 Spielen eingesetzt. Zwei weitere salvadorianische WM-Teilnehmer, Mauricio Manzano (während der WM 1970 beim Club Deportivo FAS unter Vertrag) und Tomás Pineda (damals beim Alianza FC), begannen ihre Laufbahn bei UES. Torwart Gualberto Fernández wechselte nach der WM zu UES. Von ihnen kam lediglich Manzano (im ersten Gruppenspiel gegen Belgien) zu einem WM-Einsatz.

## Erfolge
- Salvadorianischer Vizemeister: 1965/66